# 小田急箱根鉄道線
鉄道線（てつどうせん）は、神奈川県小田原市の小田原駅から同県足柄下郡箱根町の強羅駅までを結ぶ小田急箱根の鉄道路線である。旅客案内で使用される愛称・ブランド名は「箱根登山電車」（はこねとざんでんしゃ、英: Hakone Tozan Railway）。このほか、案内によっては「箱根登山線」という名称が使われる場合もある。
駅ナンバリングで使われる路線記号はOHで、番号は直通運転先である小田急電鉄小田原線の新宿駅から、当路線・鋼索線（箱根登山ケーブルカー）・箱根ロープウェイを経て、芦ノ湖にある箱根海賊船の元箱根港までを一体とする連番で振られており、小田急小田原線は青色（）、当路線・鋼索線・箱根ロープウェイ・箱根海賊船は赤茶色（）で描かれている。

## 概要
日本国外を外遊した名士からの提案を契機として1919年に開業した鉄道路線である。当初は箱根湯本駅と強羅駅の間を結ぶ路線で、箱根湯本駅までは軌道線（小田原市内線）が接続していたが、1935年に小田原駅発着となった。1950年以降は箱根湯本駅まで小田急電鉄の列車が乗り入れている。
建設にあたってスイスのベルニナ鉄道（その後のレーティッシュ鉄道ベルニナ線）を参考にしており、その縁で1979年に箱根登山鉄道（現：小田急箱根）とレーティッシュ鉄道は、スイス政府観光局の協力を得て姉妹鉄道提携を結んでいる。このことから、「日本唯一の（本格的な）登山電車」とも紹介されることがある。
2007年に「日本で最もきつい勾配であり、世界的にも珍しい粘着式鉄道」として、土木学会選奨土木遺産に選ばれている。

### 特徴
本路線は、以下のような数々の特徴を有する。

#### 勾配
箱根湯本駅と小涌谷駅の間には、80 ‰（パーミル）という鉄道事業法の適用を受けている日本の粘着式鉄道では最急となる勾配が存在する。
80 ‰の勾配とは、1,000 m進む間に高低差が80 mにもなるというもので、これは軌条（レール）を固定せずに枕木の上に置いただけでは、自然に下に滑り落ちてしまうほどの勾配であり、角度にすると約4.57度である。1両の全長が14.66 mの車両で、80 ‰勾配においては前後で1.17 mほどの高低差がつく。
建設当時において日本における最急勾配だったのは信越本線の碓氷峠68 ‰で、建設時に参考としたベルニナ鉄道の最急勾配は70 ‰、粘着性能の高いゴムタイヤを用いた新交通システム（AGT）でも最急勾配は70 ‰程度で、本路線の80 ‰という勾配はそれらを上回るが、鉄道事業法の適用を受けていない立山砂防工事専用軌道では更にそれを超える83.3 ‰の、ラック式鉄道（アプト式）を採用している大井川鐵道井川線では90 ‰の急勾配区間が存在する。

#### 曲線半径
仙人台信号場と宮ノ下駅の間、小涌谷駅と彫刻の森駅の間には、半径30 mという急な曲線が存在する。
これは歴史節で後述するように、建設に際しては「自然の景観を極力損なわないこと」という条件がつけられており、しかも温泉脈に悪影響を与えるという理由でトンネル掘削ができなくなった区間もあり、山肌に沿った急曲線で軌道を敷設するしか方法がなかったためである。半径30 mの曲線上では、3両編成の登山電車の先頭と最後部の車両の向きは60度ほどの角度がつく。
日本の普通鉄道において、本線上で半径30 mもの急曲線が設定されている事例は少ない。

#### 三線軌条
入生田駅と箱根湯本駅の間には、国際標準軌の1,435 mm・狭軌の1,067 mmという異なる軌間において、片側のレールを共用する三線軌条が存在する。
これは後述するように、狭軌を採用している小田急の電車が、標準軌の本路線に乗り入れるために考えられた方法で、乗り入れ当初は小田原駅から箱根湯本駅までの区間に三線軌条が採用された。これは片側のレールを共用し、もう片側には2本のレールを並べて敷設するもので、分岐器も複雑な構造となった。
北海道新幹線などが存在しなかった1990年代前半までは狭軌と標準軌の双方の列車密度や分岐器の数などを考慮すると、世界的に見ても本路線を上回るものはなく、東日本旅客鉄道（JR東日本）では山形新幹線運行のために奥羽本線の一部区間で三線軌条を導入するのに先立って本路線の設備を視察し、分岐器の構造などについて学んでいる。しかし、輸送力の違いやバリアフリー化対応などの理由により、2006年以降、車庫のある入生田駅と箱根湯本駅以外の区間については三線軌条は解消された。

## 歴史

### 建設の経緯
箱根に登山電車を走らせる計画は、1896年に設立された箱根遊覧鉄道が路線免許を出願するなどの動きがあったが、計画が具体化するのは、1900年に国府津と湯本を結ぶ電気鉄道の路線（箱根登山鉄道小田原市内線を参照）を開業した小田原電気鉄道に対して、同年5月23日付けで温泉村から「路線を当村まで延長して欲しい」という路線延長の要請を受けたときからである。小田原電気鉄道ではこの要望に前向きに対処し、同年9月までに「箱根遊覧鉄道の創立に要した費用を負担した上で、路線自体は小田原電気鉄道の延長線として敷設する」という方向性をまとめたが、同年9月の臨時株主総会では否決されてしまった。
登山電車の建設計画が再び具体化するのは1907年、スイスにおける登山鉄道の実況を視察した者から、「スイスを範として、箱根に登山鉄道を建設すべき」という手紙が小田原電気鉄道に対して送られてきたことがきっかけとなる。また、益田孝や井上馨などの実業家もこの事業を小田原電気鉄道に勧告したことを受け、1910年1月の臨時株主総会において、湯本駅（当時）から強羅駅へ路線を延長することが決定した。同年4月には路線延長を出願し、さらに翌月には強羅駅から仙石原を経て東海道本線（当時）の佐野駅（当時）への延伸計画を追加し、1911年3月1日に登山鉄道建設の免許が交付されたが、建設に際しては「自然の景観を極力損なわないこと」という条件がつけられた。

### 度重なるルート変更

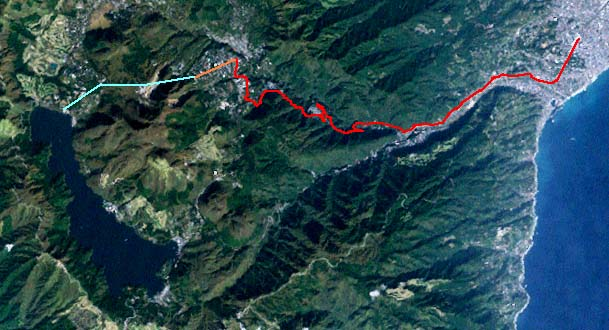
小田急箱根各線のランドサット衛星写真。赤が鉄道線、橙が鋼索線、水色が箱根ロープウェイ。

当初の免許では、須雲川の右岸を遡り、須雲川集落から北上して大平台駅へ抜け、宮ノ下駅からトンネルを2つ掘って強羅駅に行くという、総延長が約13 kmになるルートであったが、この時期に軌道線が早川の洪水によって軌道が流失してしまい、ルート変更を余儀なくされたため、登山鉄道のルートも再検討することとなった。
そこで、1911年5月には塔ノ沢駅までは早川の左岸を進み、塔ノ沢駅の先で早川を渡り大平台駅に至るルートに変更された。このルート案では、電気機関車が客車2両を牽引することになっていて、最急の勾配が125 ‰（パーミル）のアプト式鉄道とする計画で、湯本から強羅までの距離は7.1 kmほどとなるルート設定であったが、当時既に最急勾配が66.7 ‰のアプト式鉄道として開通していた信越本線の横川駅 - 軽井沢駅間（碓氷峠）よりも急な勾配であることから、社内で不安の声が上がった。また、自然を破壊し景観が損なわれるという懸念もあったため、再度検討することになり、1912年7月に主任技師長の半田貢をヨーロッパに派遣した。
半田は半年ほどの視察の後に帰国したが、スイスのベルニナ鉄道においては70 ‰の急勾配が20 kmほど連続しており、これから敷設しようとしている登山鉄道と似た点が多く、大いに参考になったという。しかし、粘着式鉄道では125 ‰もの急勾配は登れないことが分かったため、スイッチバックを途中3箇所に設けた、最急勾配80 ‰の粘着式鉄道として建設することになった。建設工事は半田の帰国を待たずに1912年11月に一部が開始されていたが、すぐに中断となり、1913年3月に計画・設計の変更届けを鉄道院に提出した。この計画・設計の変更は、当時日本国内において前例のない急勾配を有する鉄道計画でありながら同年6月には認められているが、半田の調査報告書などでベルニナ鉄道のブレーキ試験結果なども添付されていたため、その報告書を鵜呑みにするしかなかったと推測されている。

### 難工事・運行開始
| 建設中の箱根湯本駅 |  | 建設中の早川橋梁 |  | 建設中の出山信号場 |
| 建設中の箱根湯本駅 |  | 建設中の早川橋梁 |  | 建設中の出山信号場 |

こうして、ようやく建設は開始された。ところが、1914年に第一次世界大戦が勃発した影響で、計画していた資材の輸入が途絶、建設工事にも影響を及ぼした。
早川橋梁の建設に当たっては東海道本線の天竜川橋梁のトラス鋼体の払い下げを受けることになったが、景観破壊の恐れがあると神奈川県知事からクレームが入り、改築を条件にしてようやく認められた。この早川橋梁の架設工事が終了したのは1917年5月31日で、1915年に架橋工事が開始されてから2年近くかかっており、もっとも難航を極めた工事とされている。車両についても、当初はスイスから輸入する予定であったが実現せず、アメリカ製の車両を購入することになった。
さらに、1916年に行われた地質調査では、宮ノ下駅から二ノ平駅までの区間にトンネルを掘削することによって、蛇骨川の温泉脈に悪影響を与えることが判明した。山を切り崩すこともできず、トンネル掘削もできない状況では、山肌に沿って軌道を敷設するしか方法はなく、仕方なく遠回りのルートに変更された。当初計画になかった小涌谷駅は、この時に開設が決まった。
| 鉄道線開業直後の箱根湯本駅 |  | 開業直後の小涌谷駅 |
| 鉄道線開業直後の箱根湯本駅 |  | 開業直後の小涌谷駅 |

このようなことから、工事は大幅に遅れ、建設費は計画当初と比較すると大幅に上回ることになり、資金調達のために3度にわたり社債の発行や増資などを行う必要に迫られている。
着工から7年以上が経過した1919年5月24日にようやく全ての工事が完了。同年6月1日、箱根湯本駅から強羅駅までを結ぶ登山電車の運行が開始された。しかし、当初の登山電車は山を登るときにだけ利用され、下りは歩いて湯本まで出る利用者も多かった。同日に開業した乗合自動車より運賃は安かったものの、当時の往復運賃は職人の1日分の日当と同じ金額であったのである。

### 関東大震災
| 震災により崩壊した線路 |  | 震災により崩壊した杉山トンネル。手前のトラスは早川橋梁 |
| 震災により崩壊した線路 |  | 震災により崩壊した杉山トンネル。手前のトラスは早川橋梁 |

1923年9月1日に発生した大正関東地震（関東大震災）で、鉄道線は甚大な被害を蒙った。箱根湯本駅では裏山が崩れて構内が埋没するなど、軌道は大部分が崩壊または埋没し、建造物も半数近くが半壊、ほとんどのトンネルも入口部分が崩壊した。橋梁は1箇所を除いて全て破壊されてしまったが、最も心配されていた早川橋梁だけは橋台の軽微な損傷とわずかにずれた程度で、被害を免れた。7両あった登山電車も全て脱線転覆や埋没してしまったが、焼失した車両はなかった。
早期復旧は不可能であったため、同年中に復旧の準備を整え、翌1924年1月から復旧工事が開始された。復旧工事も難工事で、運行が再開されたのは、箱根湯本駅 - 出山仮停留場（出山信号場の箱根湯本寄りに設置された仮駅）間が同年9月10日、出山仮停留場 - 大平台駅間、小涌谷駅 - 強羅駅間が11月24日、宮ノ下駅 - 小涌谷駅間が12月24日、そして大平台駅 - 宮ノ下駅間が12月28日であった。
震災の被害から復帰した後の1926年1月16日には、小涌谷を発車した登山電車が宮ノ下付近でカーブで脱線して民家に転落するという事故が発生した。運転士は生存していたものの、精神に異常をきたしたため事故原因は明らかにならなかったが、速度制御に失敗したものとみられている。この事故の後しばらくした1928年1月に、小田原電気鉄道はいったん日本電力に合併した後、同年8月に再度箱根登山鉄道として分社化された。

### 登山電車が小田原へ乗り入れ
日本電力傘下となってから、小田原から強羅まで鉄道線を直通運転する計画が実行に移された。この計画では小田原から風祭までは軌道線とは別に線路を敷設し、風祭から箱根湯本までは専用軌道だった軌道線を改修するというものであった。
| 建設中の小峰隧道 |  | 板橋陸橋での試運転 |
| 建設中の小峰隧道 |  | 板橋陸橋での試運転 |

1927年4月1日に新宿駅を起点とする小田原急行鉄道（小田急）が小田原駅まで開通したことを受けて、箱根登山鉄道では小田原駅構内への登山電車乗り入れを申請、1930年には小田急との連絡について協定を結んだ。1931年11月から風祭と箱根湯本を結ぶ区間の改修工事を行い、小田原駅への乗り入れが認められた1934年からは小田原と風祭を結ぶ区間の工事にも着手、1935年9月21日にすべての工事が完了した。小田原駅構内への乗り入れに際しては、小田急の多大な協力が得られたとされている。これと並行して、直通運転の開始後に予想される乗客増への対応策として、2両編成での運転についても検討が進められることになった。しかし、鉄道線の線路は最小曲線半径が30 mという厳しい線形であり、勾配も日本最急となる80 ‰で、安全な連結器を開発する必要があった。そこで、鉄道省に連結器についての指導を仰いだ結果、芝浦製作所の設計による連結器の試作が実現した。数か月にわたり連結での試運転を行い、安全性も確認されたため、チキ2形の連結器を全て交換した。
こうして、同年10月1日より小田原駅と強羅駅の間において、登山電車の直通運転が開始された。これによって、小田原と強羅は最短50分で結ばれるようになり、箱根湯本駅で軌道線と乗り換えていた当時より20分の時間短縮が実現した。
戦時体制に入ってからは、1942年5月30日付で五島慶太が社長に就任するなどの出来事はあったが、鉄道線には大きな動きはなく、戦災による被害もほとんどなかった。第二次世界大戦終戦後しばらくの間、登山電車のうち2両が進駐軍専用車両となった。1948年9月15日にはアイオン台風が上陸したことに伴い、鉄道線の橋梁2箇所が流失、それ以外にも土砂の崩壊による軌道の埋没などがあり、復旧は翌1949年7月6日までずれ込んだ。

### 小田急が箱根湯本へ乗り入れ
これより少し遡る1946年に東京急行電鉄（大東急）が策定した『鉄軌道復興3カ年計画』の中には、東急小田原線（当時）の箱根湯本駅への乗り入れ計画が含まれていた。1948年6月1日に大東急から分離独立した小田急電鉄（小田急）では、同年10月よりノンストップ特急の運行を開始していたが、競合路線である東海道本線に対抗するには箱根湯本駅まで直通すべきと考え、この乗り入れ計画を推進することになった。
しかし、この乗り入れには解決すべき問題点がいくつもあった。
| 三線軌条の分岐器は可動箇所が5箇所となる複雑な構造 |  | 三線軌条の分岐器は可動箇所が5箇所となる複雑な構造 |
| 三線軌条の分岐器は可動箇所が5箇所となる複雑な構造 |  |                                                   |

鉄道線の軌間は国際的な標準である1,435 mmであったが、乗り入れてくる小田急の軌間はそれより狭い1,067 mmであった。どちらかに統一しようにも、80 ‰の急勾配を上る能力のある電動機は当時の技術では1,067 mmの規格では収まらなかったため、鉄道線の軌間を1,067 mmに改軌することは不可能であった。また、小田急を1,435 mmに改軌するのは、車両数が多いうえ距離も相当なものとなってしまうため、膨大な費用が必要で、まだ戦後の復興途上においてはそのような負担は無理であった上、国鉄との貨物輸送において貨車の直通が不可能となり、貨物収入が激減してしまうことになる。そこで、鉄道線のレールの内側に小田急の車両のためにもう1本レールを敷設する三線軌条を採用することとなった。なお、共用するレールについては山側（小田原駅を発車すると進行方向右側）とされたが、これは万が一小田急の電車が脱線を起こした場合に、外側の登山電車のレールに引っかかることによって、海側（進行方向左側、国道1号が並走）への転落を防ぐためである。通常の分岐器は可動箇所が2箇所であるが、三線軌条の分岐器は可動箇所が5箇所となる複雑な構造となり、当初は手動で梃子によって切り替えを行っていたが、1人では梃子が重くて動かせず、梃子に綱をつけて2人がかりで引っ張ったという。その後、分岐器の切り替えは電動化された。

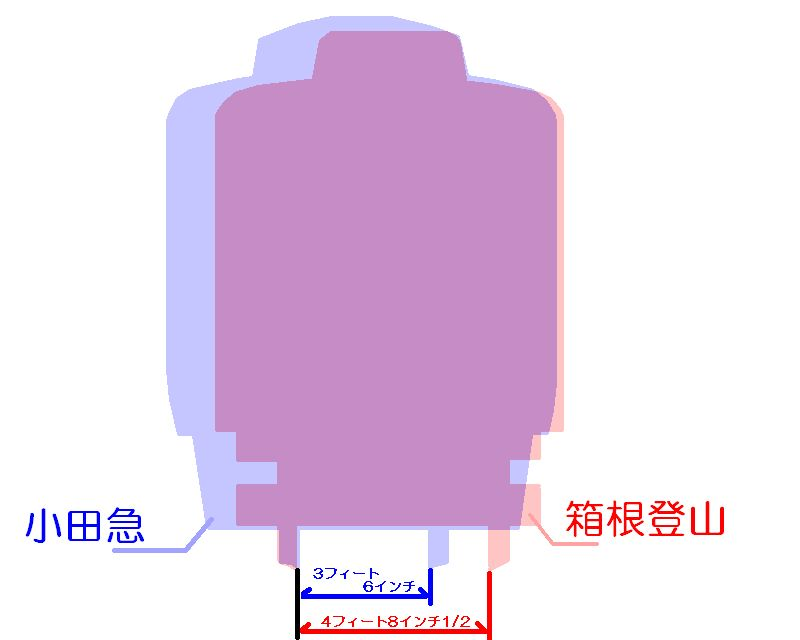
小田急（軌間1,067 mm）と箱根登山（軌間1,435 mm）の車両規格の相違。片側のレールを共用すると、車体の位置がこれだけずれてしまう

三線軌条の導入によって、問題になったのは車両の連結器であった。登山電車は前述の通り特殊な連結器であったが、当時の小田急では自動連結器を使用していた。通常ならアダプターの役割を果たす中間連結器を介して非常時の連結に備えることになるが、三線軌条では軌道中心と車体中心がずれるために、仮に連結器を統一したとしても連結ができない。このため、非常時に他の車両による牽引が必要な場合は、もっとも近くにいる同じ会社の車両を救援車両として連結することになった。車体中心のずれは駅のプラットホームと車両の間にも影響し、特に小田急の車両では台枠面での車体幅が2,800 mmであるのに対し、登山電車の車体幅は2,520 mmと狭いことから、線路を共用する側にプラットホームがある場合、登山電車では30 cm以上の隙間ができてしまうことになった。
また、鉄道線の架線電圧は当時直流600 Vであったが、乗り入れてくる小田急の架線電圧は直流1,500 Vであったため、小田急の車両が乗り入れる区間では架線電圧を直流1,500 Vに昇圧し、箱根湯本駅構内には架線死区間（デッドセクション）が設置され、登山電車には複電圧に対応する装置が設けられることになった。ただし、これによって直流600 Vのままの軌道線へは直接給電ができなくなり、箱根湯本駅から送電線による給電をせざるをえなくなった。
その上、軌道条件も異なっていた。小田原駅と箱根湯本駅の間は最急勾配は40 ‰で、箱根湯本駅から先の80 ‰と比べれば緩い勾配であったため、箱根登山ではこの区間を「平坦線」と称していた。しかし、当時の小田急における最急勾配は25 ‰で、40 ‰という勾配はそれをはるかに超えており、小田急の車両にとっては平坦どころではない。そのような勾配が1 km以上も続くため、小田急の車両のブレーキ装置についても考慮しなければならなかった。このため、小田急ではブレーキ装置に改良を施工した車両のみを乗り入れさせることになった。
このほか、風祭駅に列車交換設備を新設したほか、乗り入れ区間にあるトンネルや鉄橋なども検討が重ねられた。
技術的な問題のほかに、経理上の問題も発生した。レールを1本増設することによって資産が増加することになるが、どちらの会社の資産として扱うかという問題が生じた。これについては、箱根登山鉄道の施設を利用する代価として、対応する費用については小田急が負担することになった。
これらの問題点を解決しつつ、対応を進めていった。東京芝浦電気と汽車会社の労働争議によって車両関係の改造が遅れるという障害もあったが、1950年8月1日より小田急電車の乗り入れが開始された。乗り入れ当日は箱根湯本駅前には小田急の乗り入れ開始を祝してアーチが飾られ、小田急の電車が到着すると花火まで打ち上げられた。この乗り入れ開始によって、小田急を利用して箱根を訪れる利用者は倍増、鉄道線の利用者数も前年と比較して27 %の増加をみるなど、利用者数は著しく増加した。
1964年にはそれまで箱根湯本駅に併設されていた車庫を入生田駅に隣接する場所に移設、1972年には列車集中制御装置 (CTC) が導入された。1972年3月15日には箱根彫刻の森美術館最寄の二ノ平駅が彫刻の森駅に改称された。1980年からは小田急の直通列車の大型化に対応した改良工事が開始され、1982年7月12日からは小田急から直通する急行列車は全長20 mの車両による6両編成に増強された。

### 登山電車の3両編成化

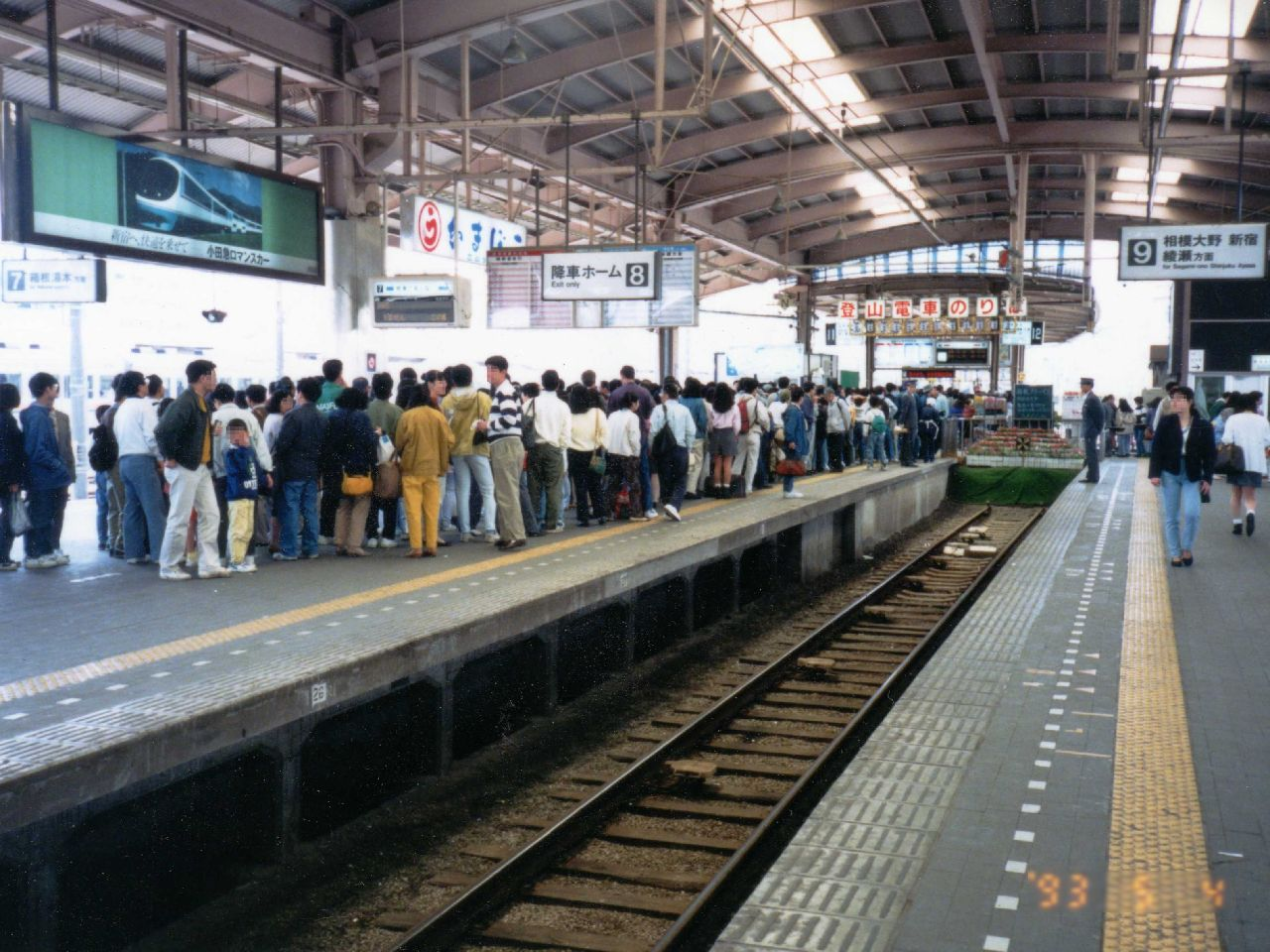
登山電車に乗ろうとする人たちの長蛇の列（1993年春の大型連休）

鉄道線を利用する観光客は増加し、1991年には年間輸送人員が1千万人を超えた。この当時、箱根を訪れる観光客のうち52 %は何らかの形で箱根登山鉄道を利用していた。当時の登山電車は2両編成で15分間隔が最大の輸送力であり、春の大型連休や箱根大名行列が開催される11月などは登山電車に乗るのに2時間待ちという状況となっていた。しかし、特有の線路条件から増発はできないため、列車を最大3両編成にすることが決定した。
鉄道線の箱根湯本駅から強羅駅までの各駅は開業以来2両編成に対応した設備となっており、全駅においてホーム延伸対応工事が実施された。最も難工事だったのは塔ノ沢駅の工事で、駅の両側がトンネルに囲まれ、開業当時から強羅側の分岐器がトンネル内に設置されている状況で、しかも駅へ通じる道は細い人道があるだけで、工事にあたって大型機械を導入することはできなかった。このため、小田原側のトンネル拡幅はほぼ全てを手掘りで施工することになり、文字通り人海戦術での工事を余儀なくされた。塔ノ沢駅の工事だけで、総工費20億円のうちの半分近くが費やされた。
これ以外にも、変電所の増強や、架線電圧を600 Vから750 Vへ昇圧、一部車両の2両固定編成化などが行われた。塔ノ沢駅の工事が予定より早く終了したため、当初は1993年10月からを予定していた3両編成化の日程は繰り上がり、同年7月14日から3両編成での運行が開始された。

### 三線軌条区間の縮小
| 風祭駅での小田急電車は手動で扉を開いていた |  | 2006年以降は小田原駅と箱根湯本駅の間は小田急の車両のみとなった |
| 風祭駅での小田急電車は手動で扉を開いていた |  | 2006年以降は小田原駅と箱根湯本駅の間は小田急の車両のみとなった |

しかし、箱根湯本駅まで乗り入れてくる小田急の電車は20 m級の車両が最大6両編成であるのに対して、登山電車の1列車の輸送力は全長15 m級の3両編成が最大で、輸送力が小さかった。このため、1995年以降、ゴールデンウィークなど特に多客が予想される日には日中の登山電車を全て箱根湯本駅と強羅駅の間でのみ運行し、小田原駅と箱根湯本駅の間は小田急の車両で6両編成の各駅停車を運行する措置もとられていた。また、各駅での乗車位置も小田急の車両と登山電車では異なる上、途中の風祭駅ではホーム長が短いために、小田急の車両ではドアコックを使用して手動で扉を開ける（ホームにかからない車両の扉は開けない、いわゆるドアカット）という状態であった。
さらにバリアフリー対応にも問題が生じた。小田急の車両と登山電車では車体規格が異なる上、三線軌条ではそれぞれの車両の中心もずれるため、高齢者、身体障害者等の公共交通機関を利用した移動の円滑化の促進に関する法律（交通バリアフリー法）に抵触する可能性も出てきた。
こうした事情から、まず2000年12月2日のダイヤ改正から、日中の小田急電車の直通本数を倍増させ、代わりに小田原駅と箱根湯本駅の間を運行する登山電車は朝夕のみとなった。さらに、2006年3月18日のダイヤ改正では、小田原駅と箱根湯本駅の間の列車は全て小田急の車両に置き換えられることになった。これ以後、小田原駅と入生田駅の間の三線軌条は順次撤去されたが、入生田駅には登山電車の車庫があるため、入生田駅と箱根湯本駅の間のみ三線軌条が残された。2008年3月15日のダイヤ改正からは、風祭駅の改良工事完了によりドアカットが解消されたほか、小田急の車両は特急ロマンスカー以外は4両編成での運行となった。
なお、2011年3月11日に発生し、大きな津波被害をもたらした東北地方太平洋沖地震（東日本大震災）以来、小田原市内では海抜表示が随所に表示されるようになったが、箱根登山鉄道が公表していた数値と異なることが問題となり、2013年11月に修正されることになった（後述）。
2019年10月13日、令和元年東日本台風（台風19号）により大平台駅 - 小涌谷駅間を中心に土砂流入や橋脚流失など甚大な被害を受け、箱根湯本駅 - 強羅駅間が長期不通となった。箱根登山鉄道は当初、同年11月22日に同区間の運転再開を2020年秋頃の見通しを示したが、その後の工事進捗により、2020年7月23日より約9か月ぶりに全線で運転を再開した。
2024年4月1日、小田急箱根グループの会社再編に伴い、当路線の運行事業者が小田急箱根に社名変更され、1928年以来の「箱根登山鉄道」の社名が消滅した。ただし、当路線の愛称は「箱根登山電車」のまま変更はない。

## 運行形態

### 軌道条件
| 80 ‰の勾配標 |  | 半径30 mの急カーブ |
| 80 ‰の勾配標 |  | 半径30 mの急カーブ |

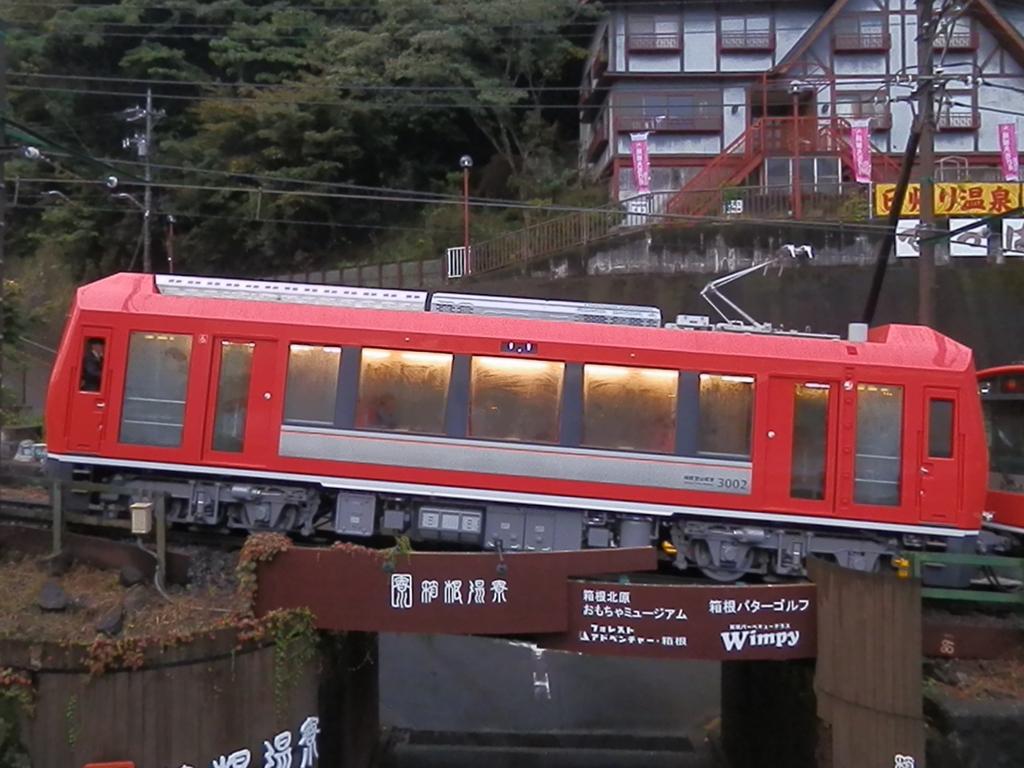
最急勾配の80 ‰。全長15 m程度の1両前後端で、高さが約1 m違う（2014年11月2日）

箱根湯本駅 - 強羅駅間は、車輪とレールの間の粘着力だけで走る鉄道としては日本で最も急な勾配(80 ‰)を登る。この区間に3か所（出山信号場・大平台駅・上大平台信号場）あるスイッチバックも山岳鉄道的な特徴である。このほか、カーブの最小半径も30 mと小さい。
全線が単線で、軌条（レール）は小田原駅 - 箱根湯本駅間が50kgレールであるが、箱根湯本駅 - 強羅駅間では長さ10 mの37kgレールを使用している。37kgレールを使用している理由は、途中のトンネル内で50kgレールを使用すると高さ方向の限界を支障すること、通過トン数にも十分対応しているといった理由が挙げられている。
小田原駅 - 箱根湯本駅間の最高速度は60 km/h、箱根湯本駅 - 強羅駅間での最高速度は40 km/hである。また、下り勾配においては、30 ‰以下では55 km/h、40 ‰以下では50 km/h、50 ‰以下では40 km/h、60 ‰以下では35 km/h、70 ‰以下では30 km/h、80 ‰以下では25 km/hまでに速度が制限されている。半径30 mの曲線における速度制限は15 km/hである。

### 運行体制
運行開始当時は、箱根湯本駅 - 強羅駅間には片道27本の列車が設定されており、軌道線の市内電車との接続が図られていた。
戦後の1950年に小田急の電車が直通運転を開始した際には、小田急の乗り入れ電車は特急が3往復と急行が7往復であった。その後増発され、1959年の時点では日中は特急が最大11往復、日中の急行は30分間隔での運転で、これに登山電車が接続していた。
その後、1982年時点においては、小田原駅 - 箱根湯本駅間では小田原駅 - 強羅駅間を直通する登山電車が1時間あたり2本、これに小田急小田原線から乗り入れてくる特急ロマンスカーと急行がそれぞれ1時間あたり2本ずつとなっており、箱根湯本駅 - 強羅駅間ではこの区間を往復する列車が1時間あたり2本設定されており、小田原駅発着の直通電車とあわせて1時間あたり4本という運行形態であった。
しかし、登山電車は小型の車両で輸送力にやや難があったため、1990年3月ダイヤ改正では小田急の車両で運行する小田原駅発の箱根湯本駅行きが設定された。さらに、2000年12月2日のダイヤ改正から、日中の小田急電車の直通本数を運行本数は1時間あたり2本から4本に倍増、箱根登山鉄道の車両は日中は小田原駅 - 箱根湯本駅間を走らなくなった。さらに、2006年3月18日改正では小田原駅 - 箱根湯本駅間の旅客列車をすべて小田急の車両に置き換え、箱根湯本駅を境にダイヤが完全分割された。これによって小田原駅 - 入生田駅間は自社の車両が全く走らない区間となった。
2012年3月17日のダイヤ改正からは、小田原駅 - 箱根湯本駅間の折り返し運転の各駅停車が1時間あたり4本、小田急小田原線新宿・東京メトロ千代田線北千住方面から特急ロマンスカーが1時間あたり2本という運行体制が基本となった。箱根湯本駅 - 強羅駅間は、日中1時間あたり4本で運行される。
2024年3月16日現在のダイヤでは、小田急小田原線に直通する各駅停車は、平日朝の箱根湯本駅発新松田駅行1本のみである。以前は朝夕に新松田駅発着や平日のみ本厚木駅発も設定されていたが、2018年3月17日のダイヤ改正で廃止となった。なお、同改正での本厚木駅着は平日のみだったが、2019年3月16日以降は土休日も設定されるようになった。しかし、2024年3月16日のダイヤ修正により本厚木駅着の列車は消滅し、代わって平日のみ新松田駅着の列車が新設された。
2026年3月より、小田原駅 - 箱根湯本駅間の各駅停車でワンマン運転を開始する予定である。

### 箱根駅伝への対応
| 箱根駅伝の開催時には、選手を通すため踏切で電車を停止させる |  | 風祭から箱根湯本ゆき乗車券。このような短い区間であっても、2日間有効で途中下車可能だった。 |
| 箱根駅伝の開催時には、選手を通すため踏切で電車を停止させる |  | 風祭から箱根湯本ゆき乗車券。このような短い区間であっても、2日間有効で途中下車可能だった。 |

小涌谷駅に隣接する小涌谷踏切は東京箱根間往復大学駅伝競走（箱根駅伝）のコースとなっていて、出場選手や大会関係車両が通過する。これに対応して、開催日の1月2日（往路）昼頃と1月3日（復路）午前8時台は踏切に係員を待機させ、選手や大会関係車両の通過時には電車を踏切手前で停止させる。これは選手が踏切で足止めされ、遮断機をくぐって電車の前に飛び出すという出来事があってから始められた措置である。

### 乗車券・座席券
鉄道線の開業当初より、線内の乗車券は片道でも2日間有効で途中下車可能であったが、2002年4月1日よりこの取り扱いは廃止され、片道乗車券は他の多くの路線同様、通用発売当日限り・下車前途無効に変更された。
2007年3月18日からは、鉄道線全線でICカード「PASMO」を導入し、2013年3月23日からは交通系ICカード全国相互利用サービスも開始した。小田原駅・箱根湯本駅では自動改札機、それ以外の駅では簡易改札機により対応している。なお、2003年3月19日から2008年3月13日までは小田原 - 箱根湯本間でパスネットが利用可能だった。
特急ロマンスカーについては、小田急との通し利用のほか、当日座席に余裕のある場合に限り小田原駅・箱根湯本駅のホームにおいて発売する特急券（大人200円・小人100円）を購入することで、小田原 - 箱根湯本間のみの利用も可能である（座席は指定されない）。2005年9月30日までは箱根登山鉄道の料金が設定されていなかったため、小田原 - 箱根湯本間のみの利用はできなかった。小田急との通し利用については両社の料金を合算する（2018年3月16日までは小田急が箱根登山鉄道の座席料金に相当する額を割り引いていた）。
1994年から運行する「夜のあじさい号」は全車指定席であり、専用の座席券が必要となる。

#### 運賃
鉄道線大人普通旅客運賃（小児半額・10円未満切り上げ）。きっぷ・ICカード運賃同額。2022年10月1日改定。
| キロ程（km） | 運賃（円） |
| ------------ | ---------- |
| 1 - 3        | 160        |
| 4            | 220        |
| 5            | 260        |
| 6            | 310        |
| 7            | 360        |
| 8            | 420        |
| 9            | 460        |
| 10           | 510        |
| 11           | 560        |
| 12           | 620        |
| 13           | 670        |
| 14           | 710        |
| 15           | 770        |

## 沿線概況

### 概略
小田原駅から箱根湯本駅までの区間における最急勾配は40 ‰、急曲線の半径も160 m程度と、小田急箱根の鉄道路線としては緩やかである。1985年当時の箱根登山鉄道はこの区間を「平坦線」と称しており、空を見上げるような急勾配で初めて山を登る気分になっていたというが、それでも一般の鉄道と比較すると厳しい条件である。箱根湯本駅までの区間の沿線には集落が連なる。
箱根湯本駅から強羅駅まで8.9 kmの区間のうち、半分近い4.2 kmが80 ‰の勾配となる区間である。箱根湯本駅と強羅駅の標高差は445 mで、この区間の平均勾配は50 ‰と計算される。この区間では大半の区間で樹木に囲まれており、夏季には並走する国道1号からでさえも電車の姿は見えなくなる。

#### 小田原 - 箱根湯本

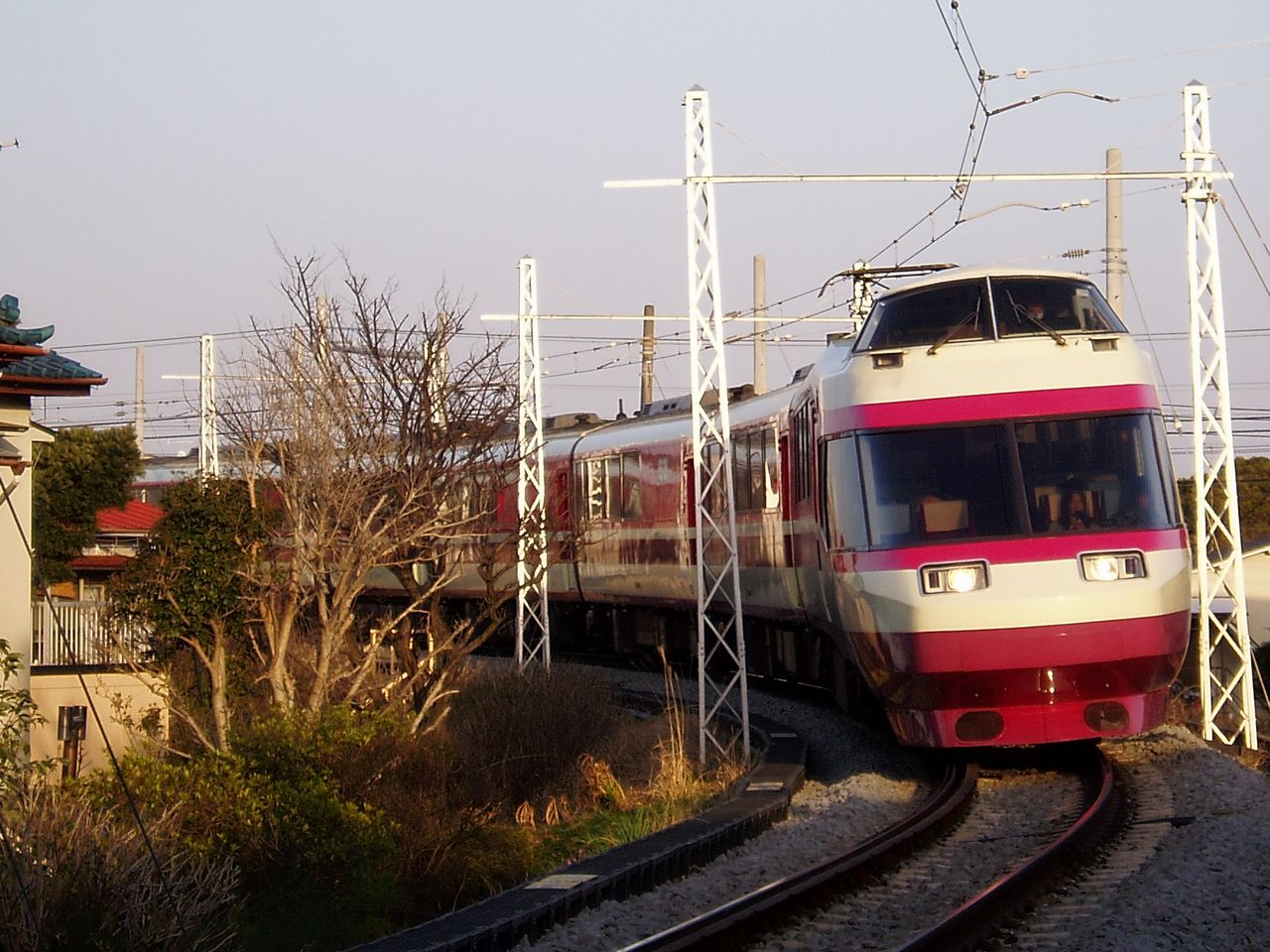
小田原駅 - 箱根板橋駅間の半径160 mの急カーブ（2009年3月17日）

標高14 mの小田原駅を発車した列車は、しばらくJR東海道本線と並行して南に下る。平坦線では唯一のトンネルである小峰隧道を抜けると、半径160 mのカーブで右にカーブ、同時に20 ‰の坂を下って東海道新幹線をくぐり、標高16 mの箱根板橋駅に到着する。ここからは早川沿いを国道1号と併走して箱根湯本駅に向かうが、箱根板橋駅を発車するとすぐに40 ‰の上り勾配となる。国道1号を跨ぎ、しばらく国道1号と併走した後に33.3 ‰の下り勾配となるが、強羅へ向かう方向ではこれが最後の下り勾配である。この下り勾配を下りきって小田原厚木道路の高架橋をくぐると標高36 mの風祭駅である。風祭駅を過ぎると最大28.5 ‰の上り勾配が続き、勾配が緩くなると標高54 mの入生田駅で、登山電車の車庫が併設されている。
入生田駅を発車するとほどなくすると箱根町に入るが、38.4 ‰から40 ‰程度の勾配が約1 kmも続く。この間に、進行方向右側の斜面に送水管が見えるが、この送水管は登山鉄道開業のために建設された三枚橋発電所への水路で、発電所自体はその後東京電力（現：東京電力リニューアブルパワー）に移管されている。勾配が緩くなり、国道1号から箱根旧街道が分かれるのを見つつ、標高96 mの箱根湯本駅に到着する。

#### 箱根湯本 - 大平台
| 早川橋梁 |  | 早川橋梁から出山信号場を見る |
| 早川橋梁 |  | 早川橋梁から出山信号場を見る |

箱根湯本駅を発車すると、急勾配を登る前の助走区間のようなものは存在せず、100 m弱走っただけで直ちに80 ‰の急勾配にかかる。車内でも吊革が斜めになっていることが分かる。3番目のトンネルを抜けると標高153 mの塔ノ沢駅に到着する。上りホームの片隅には銭洗弁天がある。
塔ノ沢駅を発車すると当路線では最長のトンネル (317.9 m) である大ヶ嶽隧道に入るが、トンネルの中でも80 ‰の勾配が続く。トンネルの出口はかなり上の方にあり、井戸の底から空を見上げるようにも見え、この電車が登れるのかと驚く人もいる。次の杉山隧道を抜けると早川橋梁で深さ43 mの谷を渡る。国道1号を越え、出山隧道に入るとトンネルの中でも80 ‰の勾配で、その後の松山隧道左へのカーブが続き、ほぼ180度向きが変わると右手から線路が下ってきて、標高222 mの出山信号場である。ここで左下を見ると、先ほど渡った早川橋梁が眼下に見える。早川橋梁と出山信号場は直線距離で500 mも離れていない。スイッチバックのため、ここで進行方向が変わり、先ほど右手から下ってきた線路を登ることになるが、出山信号場を発車すると80 ‰の勾配は1.3 kmほども続く。勾配が71 ‰程度に緩くなり、左から線路が下ってくると標高337 mの大平台駅に到着である。出山信号場から大平台駅までの1.6 kmで、一気に115 mも高度を上げたことになる。

#### 大平台 - 強羅
| 小涌谷駅 - 彫刻の森駅間にある半径30 mのカーブを曲がっているところ |  | 彫刻の森美術館の敷地の脇を通る登山電車 |
| 小涌谷駅 - 彫刻の森駅間にある半径30 mのカーブを曲がっているところ |  | 彫刻の森美術館の敷地の脇を通る登山電車 |

大平台はスイッチバック駅のため、また進行方向が変わる。66.67 ‰の勾配を500 mほど進むと標高346 mの上大平台信号場。ここもスイッチバックで、さらに進行方向が変わり、上り80 ‰勾配の線路を登る。強羅行きの電車にとっては最後のトンネルとなる大平台隧道を抜けると、標高398 mの仙人台信号場である。仙人台からは再び国道1号と並行するが、この辺りでは随所に半径30 mから40 m程度の急カーブが連続する。3両編成の列車（全長44 m）の場合、先頭車と後尾車では最大で60度近い角度の差がつく。50 ‰から55 ‰程度の勾配で徐々に高度を上げ、標高436 mの宮ノ下駅に到着する。ホームの向こうには明星ヶ岳が一望できる。
宮ノ下駅を発車すると、眼下に温泉街を見下ろしつつ、80 ‰の上り勾配で高度を上げてゆく。ここから先の区間では本来はトンネルで抜けるところを、温泉脈に悪影響を与えないように地形に逆らわないルート設定となった。やがて、勾配が55 ‰程度に緩くなり、半径40 mの右カーブと左カーブが連続した後に国道1号の踏切がある。箱根駅伝では選手の通過時にこの踏切の手前で電車を停車させる。踏切を過ぎるとまもなく標高523 mの小涌谷駅である。
小涌谷駅を発車すると、山肌に沿って半径30 mの左カーブと右カーブが連続する。これも地形に逆らわないルート設定の結果である。ここから先は勾配も33 ‰程度に緩くなり、カーブも最急でも半径60 m程度に緩くなる。彫刻の森美術館の敷地の脇を通りぬけ、標高539 mの彫刻の森駅に到着である。ここから先はほとんど平坦な線形で、地獄澤橋梁を渡るとほどなく標高541 mの強羅駅に到着する。スイッチバックが3回あったため、箱根湯本駅を出発した時とは進行方向が逆になった状態での到着である。

### あじさい電車

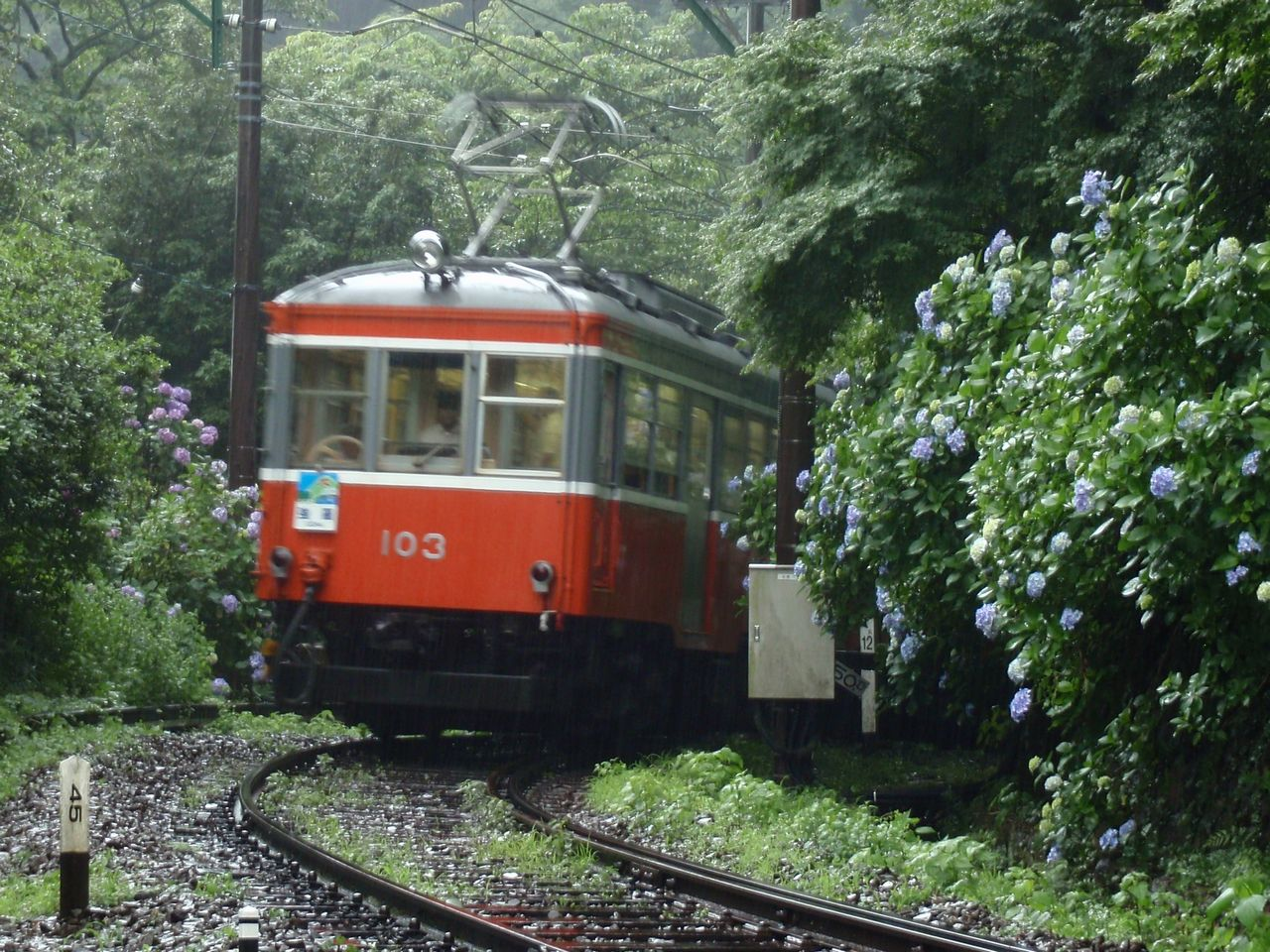
線路沿いにはあじさいが植えられている

沿線の線路沿いには1万株以上の紫陽花（あじさい）が植えられている。これは、元来は土止めの目的で植えられたもので、開業当時には存在しなかったものである。しかし、沿線には車窓の開ける場所があまりないことから、季節ごとに車窓から花を楽しめるようにするため、箱根登山鉄道社員の手で植えられたものである。
紫陽花の花が見頃となる6月中旬から7月中旬にかけては、登山電車は「あじさい電車」とも呼ばれるようになり、1975年頃からは社内で「沿線美化委員会」が構成され、紫陽花が見頃になる前の時期に下刈りをするなどの勤労奉仕が行われている。1981年11月には「全国花いっぱい『花と緑の駅』コンクール」において環境庁長官賞を受賞した。
1990年代からは夜間に紫陽花のライトアップも行われており、定期列車よりもゆっくりあじさいを鑑賞するための専用列車として、座席指定制の「夜のあじさい電車」も運行されるようになった。また、ライトアップ期間中には定期列車でも紫陽花の見どころで臨時停車が行われることがあるが、臨時停車する地点は80 ‰勾配の途中にも設定されている。

## 車両

### 登山電車の特徴
箱根湯本駅 - 強羅駅の区間は、最大80 ‰の急勾配と地形に沿った非常に急なカーブを持つ路線を走るため、電車は以下のように特殊な仕様となっている。

#### ブレーキ

##### レール圧着ブレーキ
保安ブレーキとして設けられているもので、空気圧により作動し台車からカーボランダムのブレーキシューをレールに押付け圧着させるブレーキである。通常の鉄道車両では車輪とレールは点または線による接触であるが、このブレーキを使用した場合はわずかに車両が持ち上げられ、カーボランダムシューとレールの面接触によってブレーキが作動する仕組みである。このブレーキは他の常用ブレーキ（空気ブレーキ・電気ブレーキ・手ブレーキ）とは別系統となっており、300 ‰の坂でも停止できる性能を備えている。
レールに使用される鋼とカーボランダムの静止摩擦係数（数字が大きいほど摩擦が大きい）は、乾燥した状態で0.30、撒水した状態では0.42である。これは鋼同士、つまり車輪とレールの静止摩擦係数が乾燥時で0.15、撒水時で0.123であるのと比べると2倍から3倍もの差がついており、大きな摩擦力が働くことが分かる。
開業時の1919年に導入されたチキ1形では電磁吸着ブレーキを装備していたが、その後1927年に増備されたチキ2形からはカーボランダムを使用したブレーキを採用した。その後、電磁吸着ブレーキは一度滑走が始まると効果がなくなるため、全車両がレール圧着ブレーキに統一された。一時期はカーボランダムの代わりにアランダム（アルミナ）が使用されたことがある。

##### 踏面ブレーキ
常用ブレーキの制輪子（ブレーキシュー）については、鉄道線の車両では鋳鉄制輪子が使用されている。これは、合成制輪子よりも鋳鉄制輪子の方が車輪の踏面が荒れるため、高い粘着力を確保できるという理由である。

#### 撒水装置
| 車両の両端にある水タンク |  | 終点で給水を行う電車 |
| 車両の両端にある水タンク |  | 終点で給水を行う電車 |

鉄道車両においては、レールが車輪を誘導することによって曲線を通過させる仕組みになっているが、この結果としてカーブ外側のレールに強い力がかかることになる。レールと車輪では車輪の方が硬く、レールの磨耗が発生するため、これを防ぐ必要があり、通常の鉄道ではレールの頭部側面に塗油したり、台車側に塗油器を設けることによってレールの磨耗を抑える。
しかし、急勾配線区においては塗油することによってレールと車輪の摩擦係数が低下して上り勾配での空転や下り勾配での滑走が発生し、極めて危険な状態となる。そこで、カーブではレールと車輪の間に撒水することによって磨耗を防ぐこととした。このため、各車両とも車両の両端部に容量360Lの水タンクを設け、運転士の操作によって水を車輪の踏面に撒水する装置を装備している。片道1回の運行でおよそ50Lから80Lの水を消費する。
開業当時のチキ1形には撒水装置がなかったため、レール交換が多く繰り返されたという。このため、チキ1形では屋根上に水タンクを設けたが、1927年に増備されたチキ2形以降の車両では連結器の下に水タンクを設置した。
なお、開業当初は粘着力を増す目的で全車両の台車に撒砂装置を設けていたが、撒水したところに砂を撒くことによってレールの磨耗が激しくなったため、撒砂装置は後年、全て撤去されている。

#### 連結器
開業当時に製造されたチキ1形ではリンク式連結器を装備しており、1927年に登場したチキ2形では自動連結器を装備していた。しかし、登山電車の急勾配や急カーブには対応しておらず、1935年に登山電車用の連結器が開発されるまでは、連結して運用されることはなかった。
この登山電車用の連結器では、急勾配や急カーブで連結器が外れる事を防止するため、上下左右に大きく振れる構造となっている。ただし、「サン・モリッツ号」の編成中間部では半永久連結器が使用されている。また、連結器の突き出し部分は長くとられており、連結面間距離においても通常の20 mの通勤電車で500 mm程度なのに対して、「ベルニナ号」では860 mmも空いている。
なお、車両間の貫通路は非常用であり、貫通幌も設置されておらず、通常は施錠されている。

#### 大容量抵抗器
電車の走行・ブレーキに使用する抵抗器は下り坂での発電ブレーキで使用の際に大量の熱が発生するため、冷却しやすいように屋根上に搭載している。開業当時のチキ1形では床下に抵抗器を設けていたが、1927年に導入されたチキ2形では屋根上にニクロム合金製の抵抗器を設けた。その後、旅客車両では全て屋根上に抵抗器を搭載している。

### 車両各説

#### 自社車両

##### 現有車両
チキ1形（チキテ1形）→モハ1形1919年の開業当時に7両が製造された。電装品と台車はアメリカ製、車体は日本車輌製造による木造車体であるで、全車両が車両中央に手荷物室を設けていた。1926年にチキ5が脱線転落事故により廃車。1934年にはチキ1・チキ2・チキ6・チキ7の4両が荷物室を撤去し、荷物室が残った車両はチキテ1形に称号変更を行いチキテ3・チキテ4となる。1950年に全車両について車体の鋼体化と複電圧化改造が行われ、同年に全車両がモハ1形に称号変更、番号は元の番号に100を加算しモハ101〜104・106・107となった。その後、1993年の3両編成化に伴い全車両が片側の運転台を撤去して2両固定編成化。2002年に101-102編成が廃車。2019年7月には箱根登山鉄道最後の吊り掛け駆動方式の103-107編成が廃車となり、残るは中空軸平行カルダン駆動方式の104-106編成のみとなった。
チキ2形（チキテ2形）→モハ2形（モハニ2形）1927年に3両が製造された。電装品と台車はスイス製、車体は日本車輌製造による木造車体であるで、番号はチキ1形に続いてチキ8からチキ10とされた。1934年にはチキ8・10の4両が荷物室を撤去し、荷物室が残った車両はチキテ2形に称号変更を行いチキテ9となる。1935年には保管されていた電装品と台車を使用し、川崎車輛の鋼製車体を架装したチキ111・チキ112が増備された。1950年に複電圧化改造と同時期に称号変更が行われモハ2形・モハニ2形となり、モハ8・モハニ9・モハ10は元の番号に100を加算した。1955年から1957年にかけて木造車体の車両については鋼体化が行われ、同時に全車両ともモハ2形に揃えられモハ108〜112となった。1991年に2両（モハ111・112）が廃車、2017年にはモハ110、2021年には109が廃車となり、残るは108号のみとなっている。
1000形「ベルニナ号」約45年ぶりとなる新型車両として1981年に登場、1984年には1編成が増備、2004年には冷房改造と同時に後述する「サン・モリッツ号」の中間車を組み込んで3両編成となった。第25回ブルーリボン賞受賞車両。
2000形「サン・モリッツ号」登山電車では初の冷房車として1989年に登場。1991年に1編成が増備され、1993年には3両編成化のため中間車2両を増備、1997年には3両編成1編成が増備された。2004年には2編成が2両編成となり、捻出された中間車は前述の「ベルニナ号」に組み込まれた。
3000形・3100形「アレグラ号」
箱根登山鉄道では初のVVVFインバータ制御車両となるほか、回生ブレーキ・LED照明を採用する。デザイン設計は岡部憲明アーキテクチャーネットワークに依頼。2014年4月14日に最初の車両が入線、2014年11月1日より運行を開始した。2000形の増結用として2014年に2両が製造され、その後も旧型車両の置き換えのために導入が進められる予定。2016年12月5日には、3000形を片運転台・2両固定編成に設計変更した3100形を1編成導入することが発表され、2017年5月15日より運行を開始した。
モニ1形1975年に製造された荷物電車。2022年にはLED化などの更新工事を受けた。

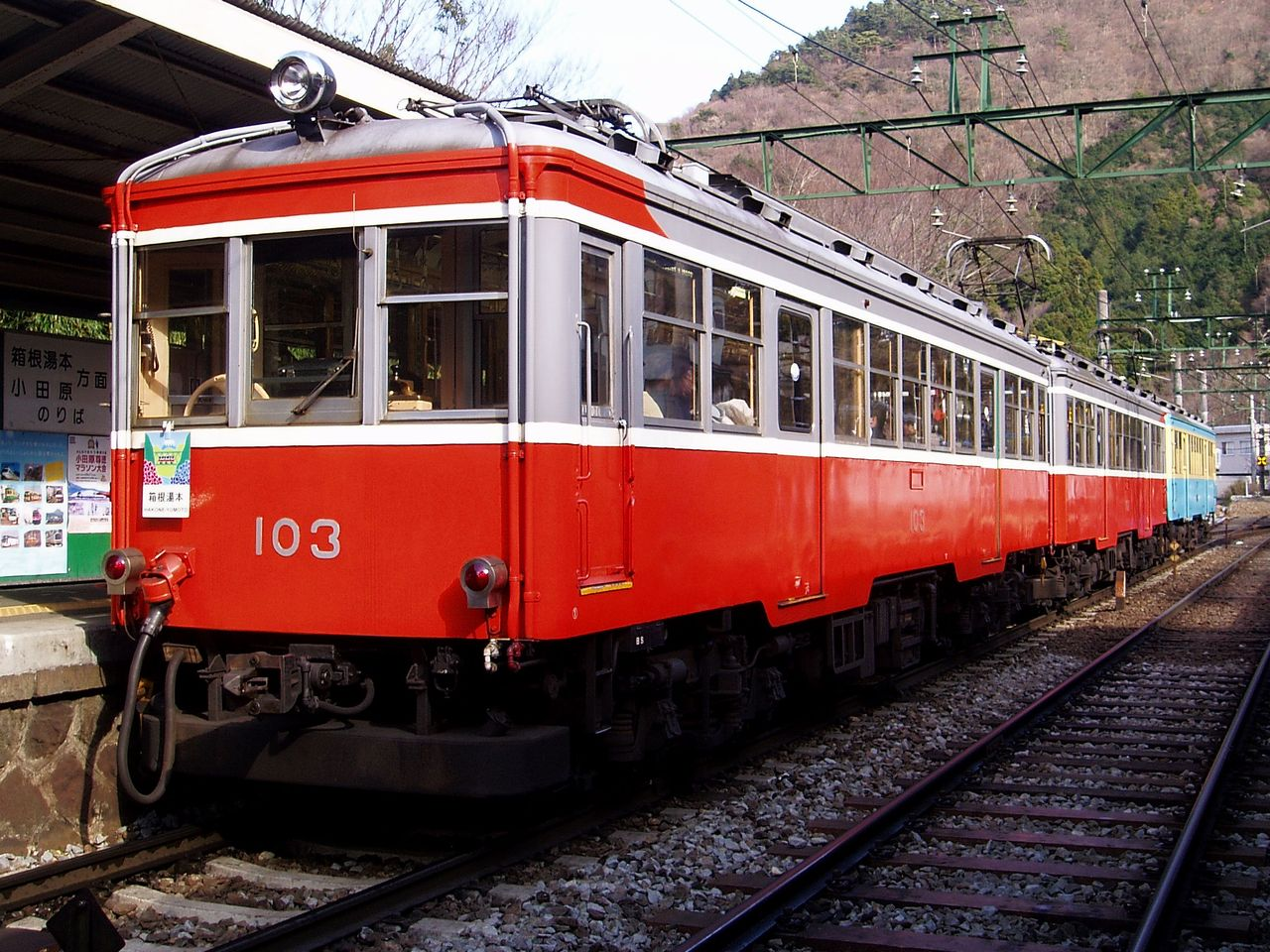
モハ1形
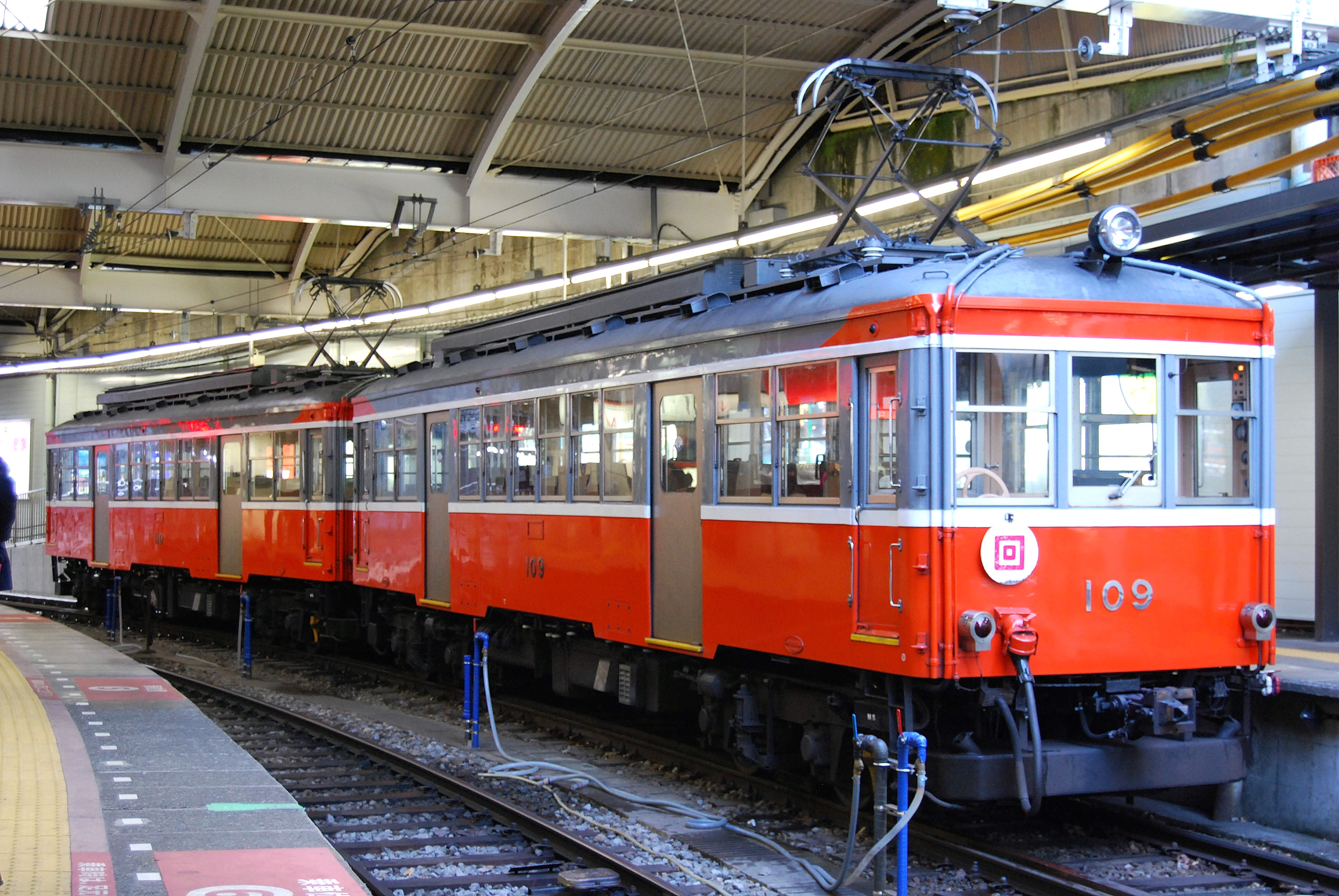
モハ2形
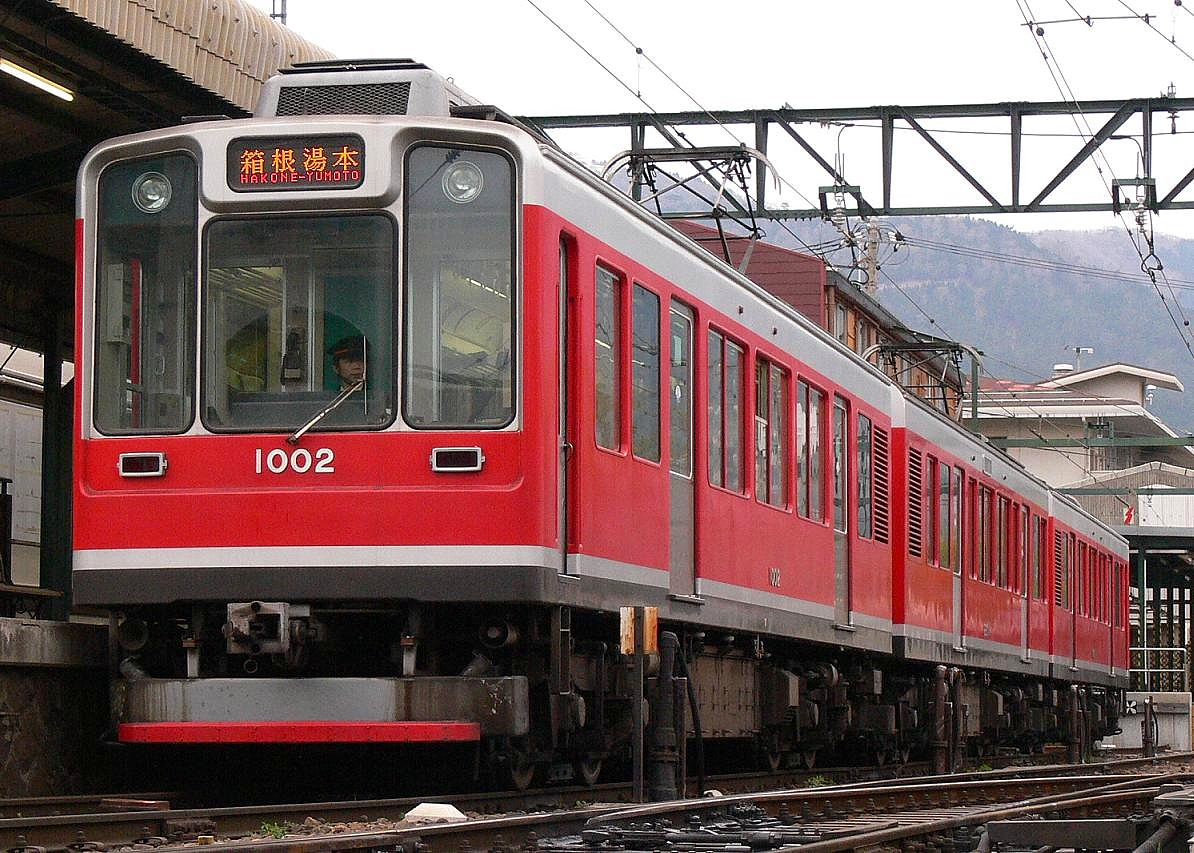
1000形「ベルニナ号」
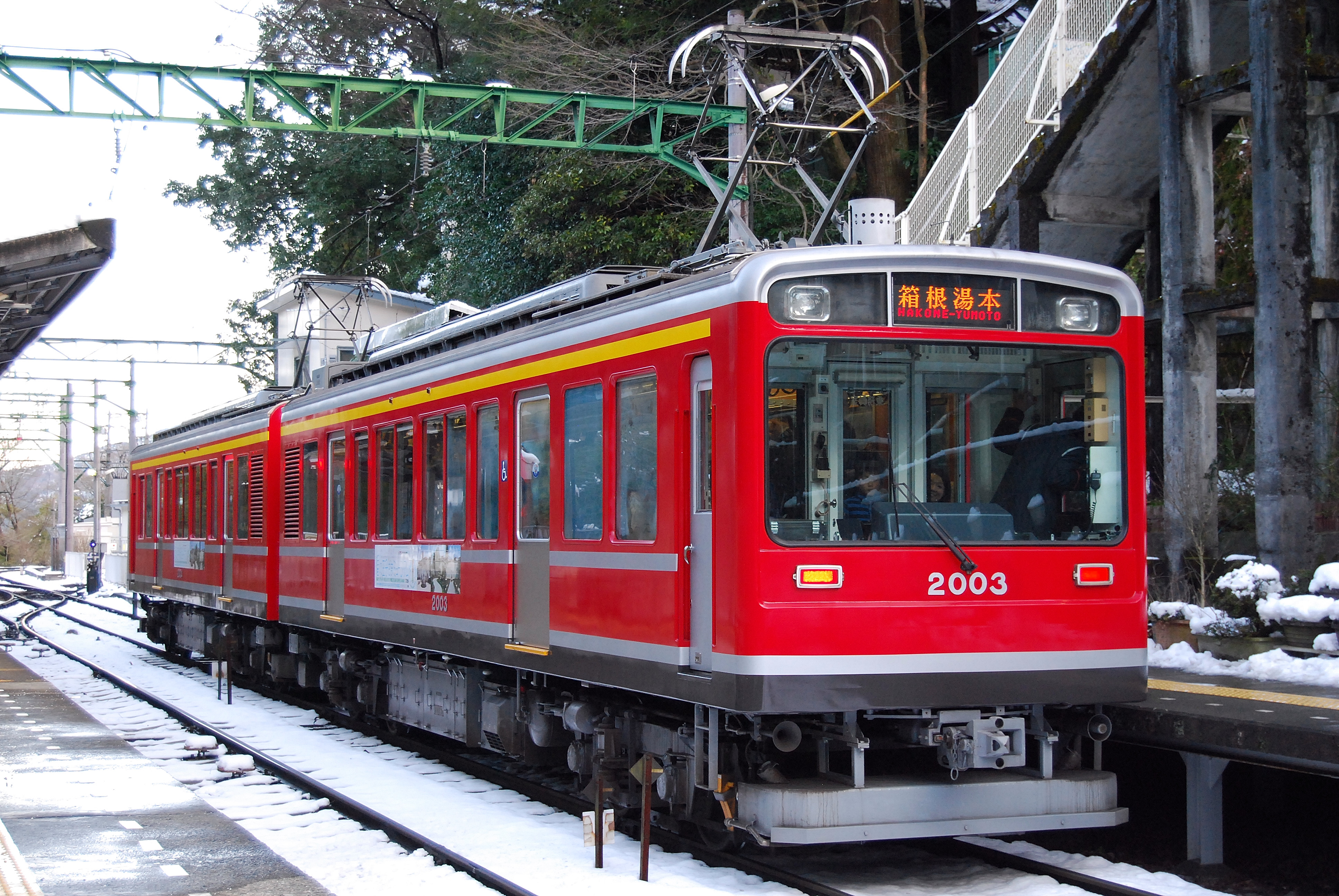
2000形「サンモリッツ号」
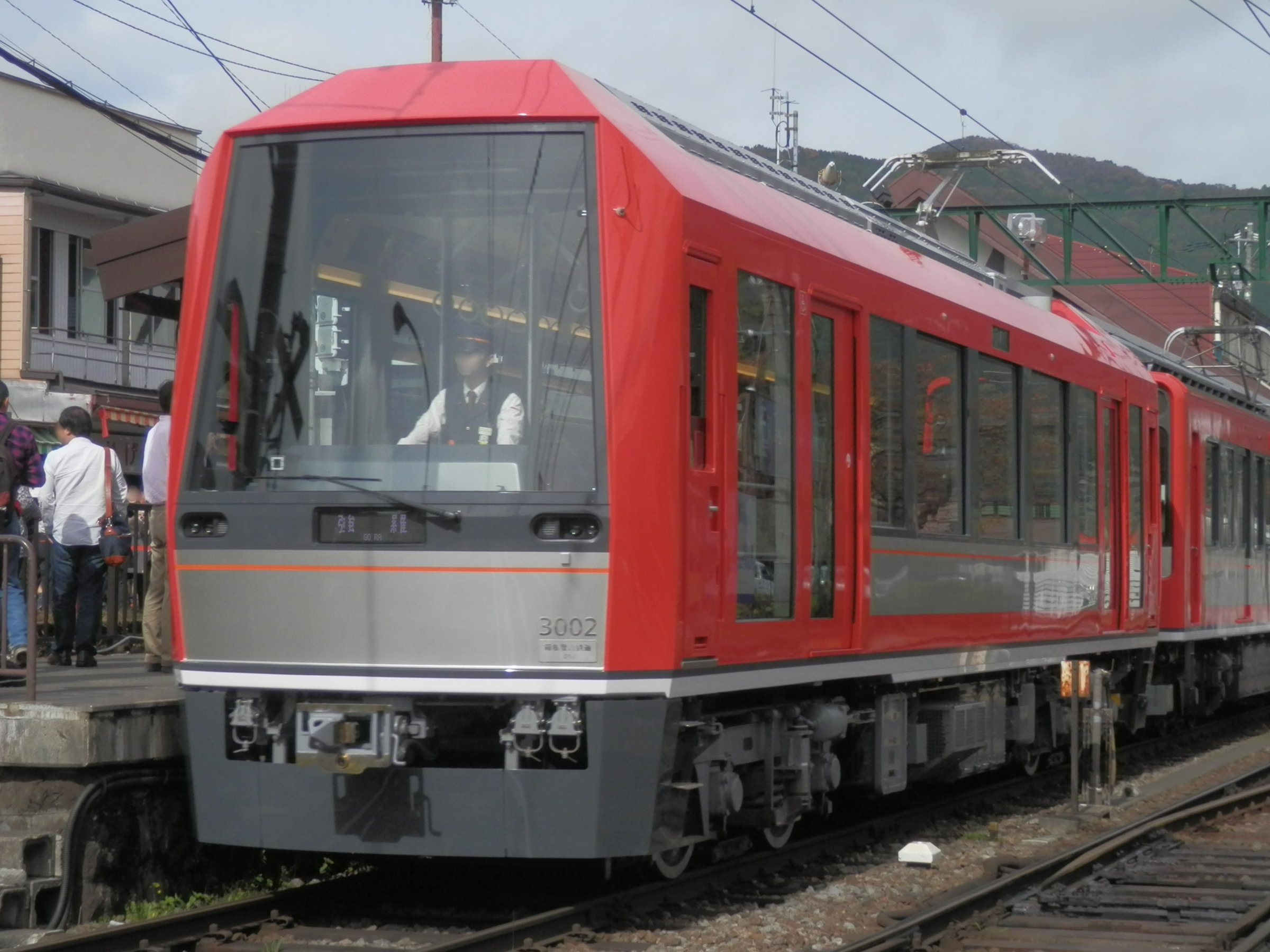
3000形「アレグラ号」
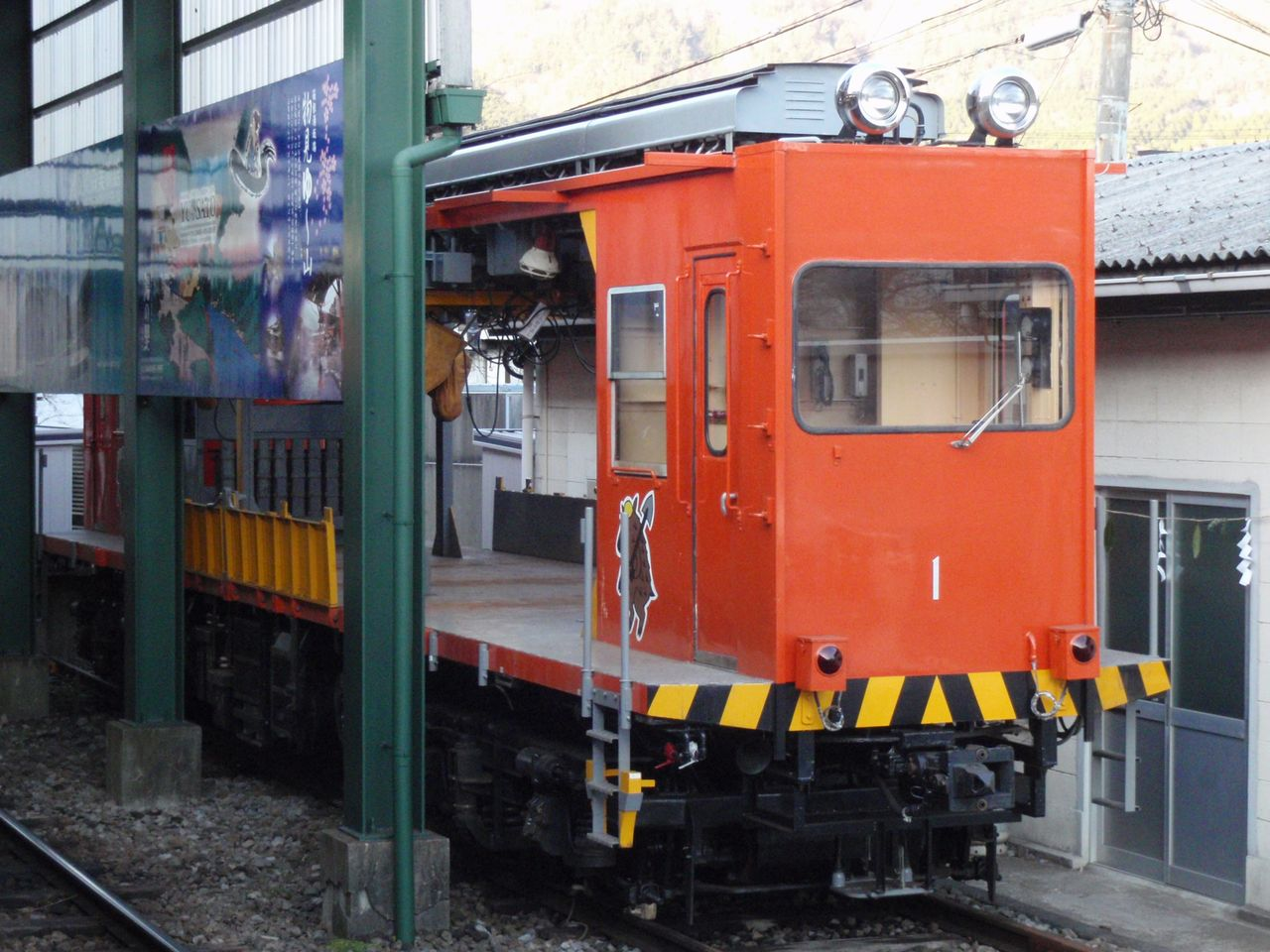
モニ1形

##### 過去の車両
チキ3形→モハ3形1935年に川崎車両で3両が製造された。電装品・台車も日本製で、当初より番号はチキ113からチキ115となっている。1984年に2両が廃車、1997年に残る1両も廃車となり全廃。
ム1形開業より早い1916年に2両が製造された電動無蓋貨車で、建設時から資材輸送に使用されていた。1952年に1両が廃車されたが、その後も1両が車庫での入換用に残されていた。1992年に全廃。
ユ1形1921年に2両が製造された電動有蓋貨車で、箱根の旅館で使用する食材や資材などの運搬に使用されていた。1952年に1両が廃車されたが、その後も保線用に残されていた。1976年に全廃。

#### 乗り入れ車両
1950年以降に小田急の電車が乗り入れた当初は、小田急から乗り入れてくる車両は1600形・1900形などの30両に限定されていた。これは小田急の線路条件を上回る勾配に対応するため、ブレーキ装置に改良を施した車両に限定したためである。その後1400形や2200形・2400形なども乗り入れるようになった。
その後、1982年頃までは小田急の乗り入れ車両は、通勤車両は2400形に限定されるようになった。これは乗り入れ区間の3駅のホームの長さが短かったためであったが、1982年7月からは5200形・9000形などの大型車両も6両編成で乗り入れるようになった。ただし、しばらくの間は特急車両以外の乗り入れ車両は側面窓が一段下降窓の車両に限定された。
2000年頃には側面窓が二段上昇窓となっている小田急の電車も下段の窓から手が出せないように対策を行い、通勤車両は4000形(初代)を除いた6両編成までなら全ての形式が乗り入れ可能となった。
2008年3月15日のダイヤ改正からは、小田急の車両は特急車両を除き、4両編成の車両のみが乗り入れている。
2009年3月14日のダイヤ改正より、1000形のうち4両固定編成×3編成が登山電車と同じ赤色のカラーリングに変更され、2012年2月頃にはさらに4両固定編成×1編成が赤色に変更。同年3月17日のダイヤ改正以降、小田原 - 箱根湯本間の各駅停車はこの4編成に限定して運用されていたが、2021年7月より通常の小田急カラーの1000形更新車の運用が開始され、登山電車カラーの車両は2022年9月をもって運用を離脱した。
なお、特急車両については、1910形（2000形）以降の全ての特急車両が乗り入れている。

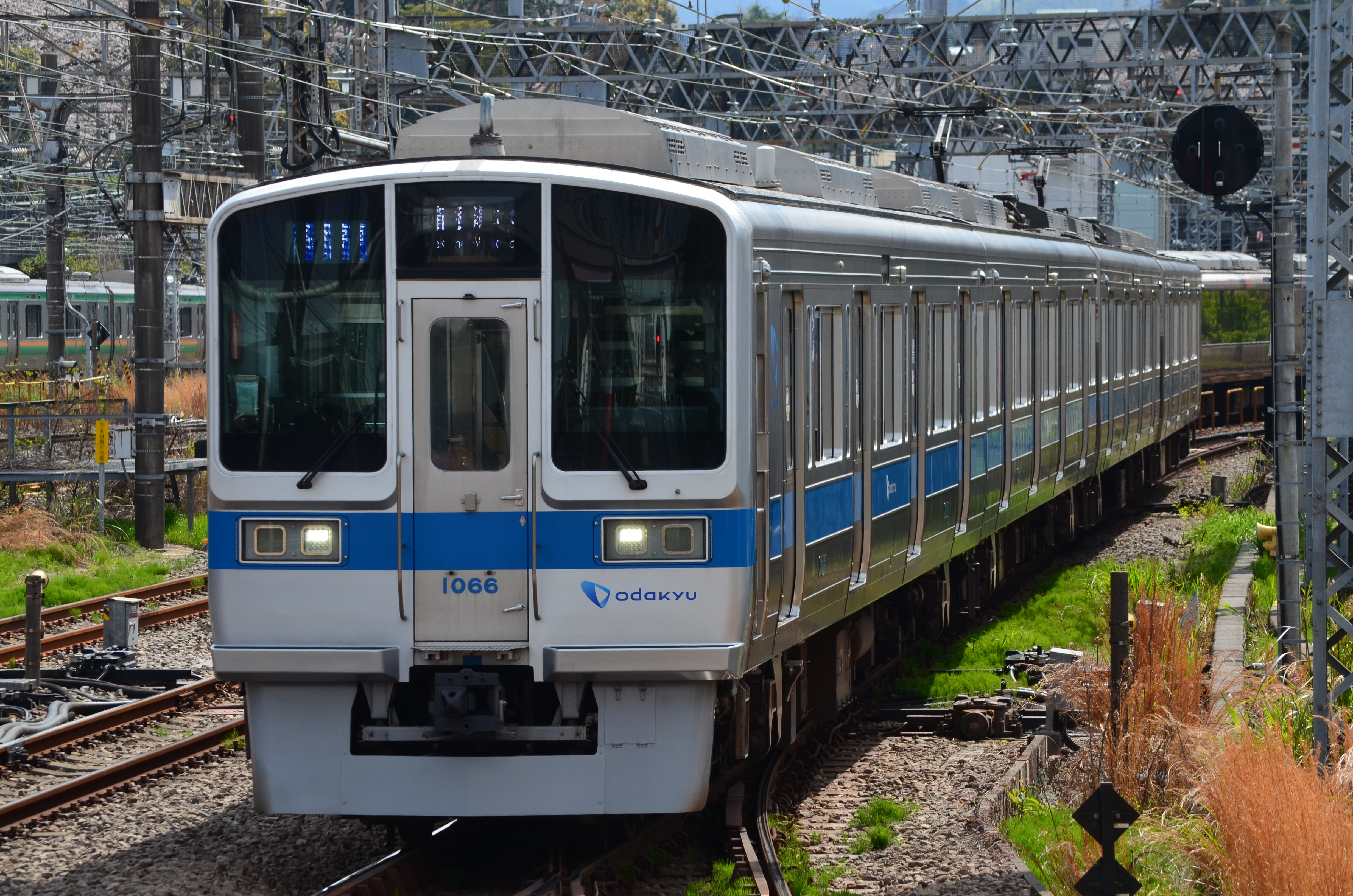
小田急1000形（更新車）
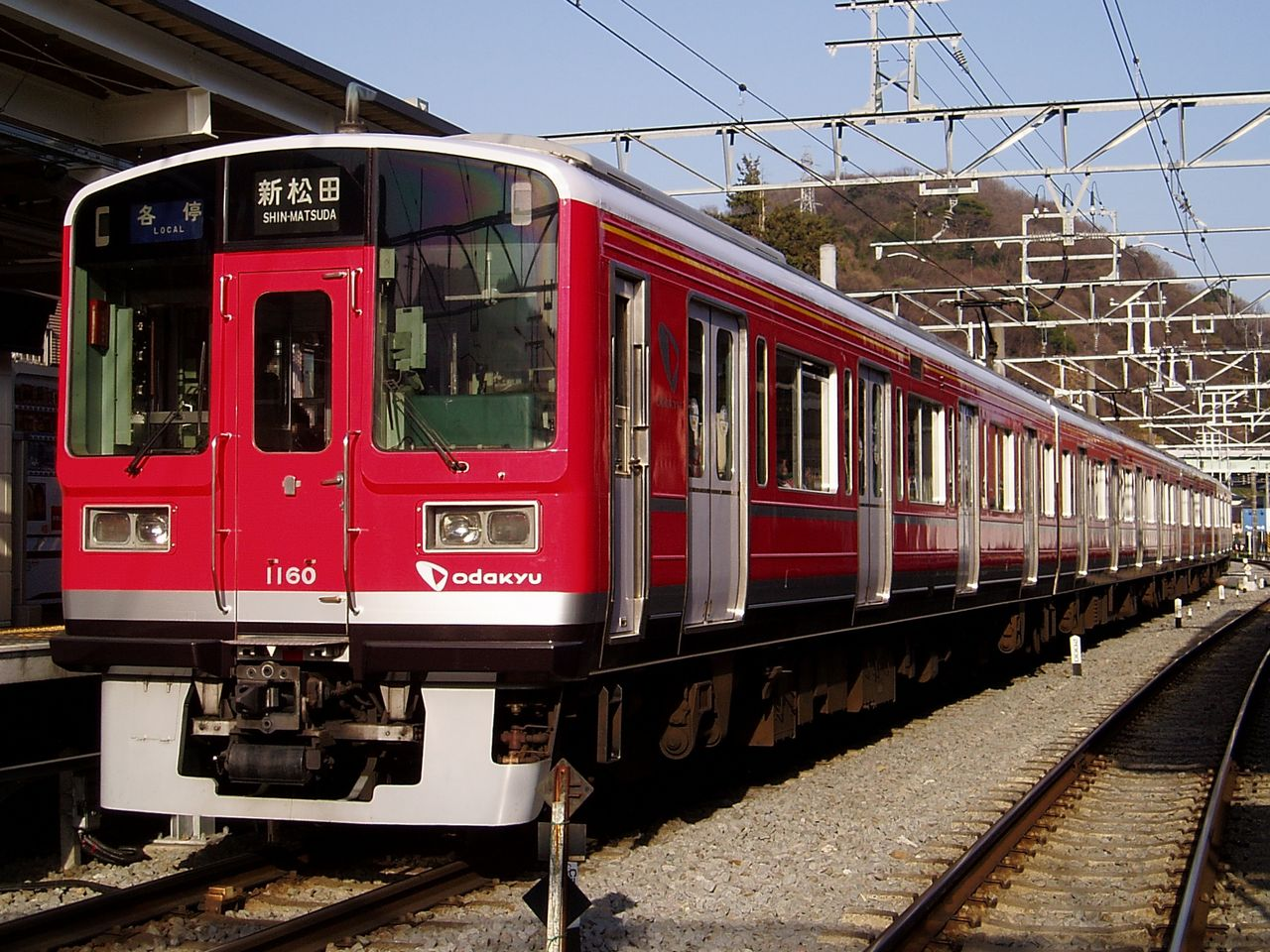
小田急1000形（登山電車カラー）

## データ

### 路線データ
- 管轄（事業種別）：小田急箱根（第一種鉄道事業者）
- 路線距離（営業キロ）：15.0 km
- 軌間：1,067 mm（狭軌、小田原駅 - 箱根湯本駅間）、1,435 mm（標準軌、入生田駅 - 強羅駅間）
- 駅数：11駅（起終点駅含む）
- 複線区間：なし（全線単線）
- 電化区間：全線
  - 直流1,500 V（小田原駅 - 箱根湯本駅間）
  - 直流750 V（箱根湯本駅 - 強羅駅間）
- 最高速度：60 km/h（小田原駅 - 箱根湯本駅間）[1]、40 km/h（箱根湯本駅 - 強羅駅間）[2]
- 最急勾配：80 ‰

### 駅一覧
1985年時点で、箱根登山鉄道（当時）が公表している標高と、国土地理院の地図に記載されている標高は異なっていた。これは、箱根登山鉄道の建設時の測量の際の水準点が異なるためであった。しかし、東北地方太平洋沖地震（東日本大震災）の後に小田原市内各所で海抜表示が行われた際に、駅前の標高表示と駅名標で数値が異なるとの指摘を受けて標高を再調査したところ、2013年7月に全ての駅で数値が異なっていたことが判明したため、同年11月に各駅の表示を修正することになった。下表の標高は修正後の数値である。
- 駅番号は、2014年1月より順次導入。小田急小田原線新宿駅からの通し番号となっている[216]。
- 全駅神奈川県内に所在。
- 全線単線で全駅（入生田駅は狭軌のみ）で列車交換が可能。
- 小田原駅 - 入生田駅間は軌間1,067 mmの狭軌区間。入生田駅 - 箱根湯本駅間は、軌間1,067 mmの狭軌と軌間1,435 mmの標準軌の三線軌条区間。箱根湯本駅 - 強羅駅間は軌間1,435 mmの標準軌区間
- 箱根湯本駅で運転系統が分離されているため、箱根湯本駅を跨ぐ区間を乗車する場合は乗り換えが必要となる。

凡例
停車駅 … ●：停車、｜：通過。各駅停車は省略（全旅客駅に停車）。
| 架線 電圧 | 駅番号         | 駅名       | 標高 (m) | 駅間 キロ | 累計 キロ | 特急ロマンスカー                                   | 接続路線・備考 | 所在地          |
| --------- | -------------- | ---------- | -------- | --------- | --------- | -------------------------------------------------- | --- | --------------- |
| 1500V     | OH47           | 小田原駅   | 14       | -         | 0.0       | ●                                                  | 小田急電鉄： 小田原線 (OH47) （特急ロマンスカーのみ新宿駅及び 東京メトロ千代田線北千住駅まで直通運転） 東海旅客鉄道： 東海道新幹線 東日本旅客鉄道： 東海道線（上野東京ライン・湘南新宿ライン）(JT 16) 伊豆箱根鉄道： 大雄山線 (ID01) | 小田原市        |
| 1500V     | OH48           | 箱根板橋駅 | 16       | 1.7       | 1.7       | ｜                                                 | | 小田原市        |
| 1500V     | OH49           | 風祭駅     | 36       | 1.5       | 3.2       | ｜                                                 | | 小田原市        |
| 1500V     | OH50           | 入生田駅   | 54       | 1.0       | 4.2       | ｜                                                 | 標準軌車両は列車交換不可 | 小田原市        |
| 1500V     | OH51           | 箱根湯本駅 | 96       | 1.9       | 6.1       | ●                                                  | 運転系統上の境界駅（小田原方面と強羅方面は乗り換え） | 足柄下郡 箱根町 |
| 750V      | OH51           | 箱根湯本駅 | 96       | 1.9       | 6.1       | ●                                                  | 運転系統上の境界駅（小田原方面と強羅方面は乗り換え） | 足柄下郡 箱根町 |
| OH52      | 塔ノ沢駅       | 153        | 1.0      | 7.1       |           |                                                    | | 足柄下郡 箱根町 |
| -         | 出山信号場     | 222        | 1.2      | 8.3       |           | スイッチバック                                     | | 足柄下郡 箱根町 |
| OH53      | 大平台駅       | 337        | 1.6      | 9.9       |           | スイッチバック                                     | | 足柄下郡 箱根町 |
| -         | 上大平台信号場 | 346        | 0.5      | 10.4      |           | スイッチバック                                     | | 足柄下郡 箱根町 |
| -         | 仙人台信号場   | 398        | 0.8      | 11.2      |           |                                                    | | 足柄下郡 箱根町 |
| OH54      | 宮ノ下駅       | 436        | 0.9      | 12.1      |           |                                                    | | 足柄下郡 箱根町 |
| OH55      | 小涌谷駅       | 523        | 1.3      | 13.4      |           |                                                    | | 足柄下郡 箱根町 |
| OH56      | 彫刻の森駅     | 539        | 0.9      | 14.3      |           |                                                    | | 足柄下郡 箱根町 |
| OH57      | 強羅駅         | 541        | 0.7      | 15.0      |           | 小田急箱根： 鋼索線（箱根登山ケーブルカー） (OH57) | | 足柄下郡 箱根町 |

### 過去の接続路線
- 箱根湯本駅：軌道線（1919 - 1935年）
- 箱根板橋駅：小田原町内線 - 小田原市内線（1935 - 1956年）

## その他

### ドキュメンタリー
- 新日本紀行「天下の嶮の登山電車〜神奈川県・箱根町〜」（1981年5月10日、NHK）[217]